# Abel Cornejo
Abel Cornejo (Salta, 15 de junio de 1963) es un abogado y político argentino que supo desempeñarse como Ministro de Seguridad y Justicia de Salta. 

## Biografía
Abel Cornejo estudió abogacía en la Universidad Nacional de Buenos Aires (UBA) donde se recibió en 1987. Además en la Universidad Argentina John F. Kennedy realizó su doctorado en ciencias penales.
Entre 1993 y 2008 se desempeñó como juez federal de la provincia de Salta.
En 2008 bajo la gobernación de Juan Manuel Urtubey pasó a ser Juez de la Corte de Justicia de la Provincia de Salta, cargo que desempeñó por más de diez años.
En 2019 realizó un cuestionado enroque con el procurador Pablo López Viñals que pasó a ser juez de la corte mientras Cornejo llegó a dicho cargo como procurador general. En el ejercicio de su cargo fue criticado por el diputado nacional Martín Grande por proteger a Matías Huergo, uno de los pocos detenidos en la causa de las facturas truchas de la municipalidad de Salta.
En octubre de 2021 y tras la salida del ministro de seguridad Juan Manuel Pulleiro, Abel Cornejo fue convocado por el gobernador Gustavo Sáenz para ser su sucesor. Cornejo aceptó con la condición de incorporar a la cartera de seguridad el ala de la justicia pedido aceptado por Sáenz. Finalmente Cornejo juró como ministro el 2 de noviembre de 2021. Fue sucedido en la procuración por Pedro García Castiella.
Cornejo fue cuestionado en el ejercicio de su mandato como ministro por diversos hechos de inseguridad que se vivieron en la provincia entre ellas el asesinato mafioso de un dirigente relacionado con la política de su frente de gobierno, sumado a que el asesinado había accedido a una reunión en prisión con un conocido sicario relacionado con las mafias locales, la decapitación de una persona por presunto arreglo de cuentas, etc. 
Se enfrentó públicamente con el diputado Gustavo Orozco y este lo acusó de utilizar la justicia para perseguirlo políticamente. Orozco pidió licencia de su cargo para que la justicia avance intentando así demostrar que la movida de Cornejo era solo mediática, algo que se cumplió ya que luego de varios meses Orozco retomó el ejercicio de su banca sin haber sido encarcelado a pesar de no haber contado con fueros en ese entonces. Tras sentirse no acompañado por sus compañeros de frente Cornejo renunció públicamente aunque en menos de veinticuatro horas se desdijo y finalmente siguió en su cargo. 
En diciembre de 2022 renunció formalmente al cargo para ser candidato a intendente de la ciudad de Salta dentro del frente del gobernador Sáenz. Algo que le valió críticas desde la oposición debido a las acusaciones de haber usado el ministerio como un trampolín personal y no para solucionar problemas societarios. Fue sucedido en el cargo por el exjuez Marcelo Domínguez.
En el armado electoral Cornejo finalmente declinó su candidatura a intendente y acordó con la intendente vigente, Bettina Romero, acompañarla como candidato a diputado provincial en el frente Unidos por Salta que impulsaba a Romero para la reelección. 
Abel firmó como primer candidato a diputado provincial por el Partido Autonomista y en las elecciones generales obtuvo 7.318 votos no llegando a hacer piso y quedándose afuera de la cámara baja provincial.

## Otros antecedentes laborales
- Presidente del Consejo de la Magistratura de Salta. (2015 -2019)

- Juez Federal N° 1 de la Provincia de Salta. (desde el 16-11-1993 al 07-08-2008) .

- Consejero Juez del Consejo de la Magistratura del Poder Judicial de la Nación. (2002 – 2006).

- Consejero Juez Suplente del Consejo de la Magistratura del Poder Judicial de la Nación. (1998-2002).

- Consejero Titular de la Asociación de Magistrados y Funcionarios de la Justicia Nacional. (1998-2002)

- Defensor de Pobres, Incapaces y Ausentes ante el Juzgado Federal n.°1 de Salta. (1990-1993).

- Secretario Penal N° 2 ante el Juzgado Federal de Salta por concurso. (1987-1990).

- Empleado en la Justicia Nacional en lo Criminal Correccional Federal de la Capital Federal. (1984-1987).

- Director Nacional del Proyecto "Juzgado Modelo" PROJUM. (2004 - 2006).

- Jurado del concurso destinado a cubrir el cargo de juez en el Juzgado Federal de Primera Instancia n.º1 de Paraná (Provincia de Entre Ríos), designado por el Consejo de la Magistratura - Comisión de Selección de Magistrados y Escuela Judicial. (2008).

- Co-redactor del Proyecto de Código Procesal Penal para la provincia de Salta elaborado por el Ateneo de Política Criminal de la Universidad Católica de Salta y presentado ante la Comisión de Justicia del Senado y Ministerio de Justicia de Salta en septiembre de 2010

- Miembro del Consejo Académico de la Escuela de la Magistratura (2011).

- Presidente suplente del Consejo de la Magistratura de la Provincia (abril de 2009 - abril 2011).

- Presidente del Consejo Académico de la Escuela de la Magistratura. (2011 -2013).

- Representante del Poder Judicial de Salta ante la Comisión Provincial para la Prevención de la Tortura y otros tratos y penas crueles, inhumanos o degradantes. (2013).

- Miembro del Comité Organizador de las VII Jornadas Internacionales sobre Medio Ambiente, organizadas por la Escuela de la Magistratura del Poder Judicial de Salta (agosto de 2013).

- Coredactor del Protocolo para la firma del nuevo Pacto Federal Ambiental (2013).

- Miembro de la Comisión de seguimiento de causas penales (2014).

- Miembro de la Unidad Coordinadora de Lucha contra la Droga y el Narcotráfico (2014).

- Coredactor del Nuevo Pacto Federal Ambiental, COFEMA, Neuquén (mayo de 2014).

- Colaborador del Diario DPI - Derecho Para Innovar (2016).

- Miembro de la Comisión de estilo y técnica jurídica de redacción de acuerdos judiciales. ( Acordada n.º 12499 de la Corte de Justicia de la Provincia de Salta)

- Conductor del ciclo radial "Güemes ante la Historia", auspiciado por el Gobierno de la Provincia de Salta, la Biblioteca Provincial Atilio Cornejo y LRA4 Radio Nacional Salta.